# Albert Park Circuit
Albert Park Circuit är en racerbana i Melbourne i  Australien. Banan arrangerar Australiens Grand Prix i formel 1 sedan säsongen 1996 och har kontrakt till och med säsongen 2035.

## F1-vinnare
| Säsong | Förare               | Tillverkare      |           |
| ------ | -------------------- | ---------------- | --------- |
| 2025   | Lando Norris         | McLaren          |           |
| 2024   | Carlos Sainz, Jr.    | Ferrari          |           |
| 2023   | Max Verstappen       | Red Bull         |           |
| 2022   | Charles Leclerc      | Ferrari          |           |
| 2021   | Kördes ej            | Kördes ej        | Kördes ej |
| 2020   | Kördes ej            | Kördes ej        | Kördes ej |
| 2019   | Valtteri Bottas      | Mercedes         |           |
| 2018   | Sebastian Vettel     | Ferrari          |           |
| 2017   | Sebastian Vettel     | Ferrari          |           |
| 2016   | Nico Rosberg         | Mercedes         |           |
| 2015   | Lewis Hamilton       | Mercedes         |           |
| 2014   | Nico Rosberg         | Mercedes         |           |
| 2013   | Kimi Räikkönen       | Lotus-Renault    |           |
| 2012   | Jenson Button        | McLaren-Mercedes |           |
| 2011   | Sebastian Vettel     | RBR-Renault      |           |
| 2010   | Jenson Button        | McLaren-Mercedes |           |
| 2009   | Jenson Button        | Brawn-Mercedes   |           |
| 2008   | Lewis Hamilton       | McLaren-Mercedes |           |
| 2007   | Kimi Räikkönen       | Ferrari          |           |
| 2006   | Fernando Alonso      | Renault          |           |
| 2005   | Giancarlo Fisichella | Renault          |           |
| 2004   | Michael Schumacher   | Ferrari          |           |
| 2003   | David Coulthard      | McLaren-Mercedes |           |
| 2002   | Michael Schumacher   | Ferrari          |           |
| 2001   | Michael Schumacher   | Ferrari          |           |
| 2000   | Michael Schumacher   | Ferrari          |           |
| 1999   | Eddie Irvine         | Ferrari          |           |
| 1998   | Mika Häkkinen        | McLaren-Mercedes |           |
| 1997   | David Coulthard      | McLaren-Mercedes |           |
| 1996   | Damon Hill           | Williams-Renault |           |

1. ↑  Ställdes in på grund av av coronavirusutbrottet.[2]